# Eurelea
Eurelea (Eigenschreibweise eureleA) ist der  European Award for Technology Supported Learning, früher European eLearning Award. Dabei handelt es sich um einen europaweit ausgeschriebenen Wettbewerb, mit dem seit 2004 herausragende Beispiele für das Lehren und Lernen mit digitalen Medien ausgezeichnet werden. Seit 2004 wurden beim eureleA mehr als 600 Projekte aus 21 Ländern begutachtet – und die Jury wählte daraus in jedem Jahr sechs Preisträger aus.
Der Wettbewerb fand von 2004 bis 2007 im Rahmen der internationalen E-Learning Messe Learntec in Karlsruhe statt. 2008 und 2009 erfolgte die Preisverleihung auf der CeBIT in Hannover. 2009 sorgte die Finanzkrise für einen Einbruch der Sponsorengelder, so dass der Wettbewerb 2010 nicht stattfinden konnte. Für 2011 wurde der eureleA erneut ausgeschrieben, die Preisverleihung erfolgte wiederum auf der Learntec.

## Kriterien für die Preisvergabe

### Technology Supported Learning
Unter den Einreichungen wird jeweils ein Preis vergeben für die Dimensionen
Spitzenleistung bei der Projektwirkung: Nachhaltigkeit, Reichweite in der Organisation sowie die Kosten/Nutzen-Relation werden dabei bewertet.
Spitzenleistung  im Projektmanagement: Steuerung und Dokumentation der E-Learning-Projekte, aber auch die Evaluation der Wirkung sowie die Übertragbarkeit auf andere Szenarien spielen hierbei die Hauptrolle.
Exzellenz in der Mediendidaktik: Appearance und Ästhetik, Multimedialität, Interaktivität sowie die Anpassung an die Zielgruppe sind hier die Kriterien.
Herausragende Technische Umsetzung: technische Innovation, die Einhaltung von Standards für Lernmodule und Anwendungen sowie Usability und Barrierefreiheit sind der Maßstab, mit dem dies gemessen wird.
Diese vier Dimensionen der Exzellenz beim E-Learning werden zunächst anhand von elektronisch eingereichten Unterlagen geprüft. Es kommt also darauf an, dass die Einreicher möglichst klar und knapp dokumentieren, worin sie für ihr Projekt die besonders gute Leistung in jeder dieser vier Dimensionen sehen.
Aus den jeweils von mehreren fachkundigen Juroren bewerteten Einreichungen werden dann durch eine Senior Jury die drei oder vier besten Beispiele in jeder Dimension ausgiebig begutachtet – und ein Sieger ermittelt, der bis zum Abend der Preisverleihung geheim bleibt.
Während sich bereits alle Teilnehmer der Finalrunde als sehr gute Projekte betrachten dürfen – eben als Finalisten eines europaweiten Wettbewerbes – gilt dies natürlich für die Sieger in besonderem Maße. Die ausgezeichneten Projekte dürfen sich fortan mit dem Titel „Best Practice in eLearning“ schmücken und damit werben.

### Public Relations
Ein eureleA geht in jedem Jahr an ein Projekt, das sich besonders um die öffentliche Diskussion um E-Learning und seinen Einsatz verdient gemacht hat. Dies können journalistische Veröffentlichungen ebenso sein wie Studien, Handbücher, Blogs und Portale. Dabei erfolgt die Bewertung in den Dimensionen
Horizontale Reichweite: Ausbreitung unter den E-Learning Professionals, Stellenwert in der Community
Vertikale Reichweite: Wechselwirkung der verschiedenen Nutzergruppen – kann auch ein Anfänger das Profiwissen nutzen?
Mediendidaktik: Textqualität und Bilder, ist die Wahl der Sprache an die Zielgruppe angepasst?
Wissens- und Recherchetiefe: Wie groß ist der Arbeitsaufwand für das eingereichte Projekt gewesen?

## Organisation
Die Organisation des eureleA erfolgt durch das ICe (Institute for Computers in Education an der Hochschule Karlsruhe) – Technik und Wirtschaft. Seit 2010 sind die Partner dabei die Karlsruher Messe- und Kongress GmbH und die Learntec, während der eureleA von 2004 bis 2007 durch die Landesregierung Baden-Württemberg gefördert wurde.